# Nathaniel Wood
Nathaniel Wood (ur. 5 sierpnia 1993 w Londyn) – angielski zawodnik mieszanych sztuk walki (MMA) walczący w wadze piórkowej. Były mistrz Cage Warriors w wadze koguciej. Od 2018 roku związany z UFC.

## Życiorys
Dorastając, grał w piłkę nożną. Wood poszedł w ślady ojca i w wieku 16 lat zaczął trenować brazylijskie jiu-jitsu. Przez jakiś czas uczęszczał do college’u, aby uczyć się stolarstwa, ale przerwał naukę, aby rozpocząć karierę w mieszanych sztukach walki.

## Osiągnięcia

### Mieszane sztuki walki
- Cage Warriors
  - 2017-2018: Mistrz Cage Warriors w wadze koguciej[7]

## Lista zawodowych walk MMA
| Wynik     | Bilans | Przeciwnik (bilans przed walką) | Rozstrzygnięcie                             | Runda | Czas | Rozgrywki                                  | Data       | Miejsce       | Uwagi                                                                     |
| --------- | ------ | ------------------------------- | ------------------------------------------- | ----- | ---- | ------------------------------------------ | ---------- | ------------- | ------------------------------------------------------------------------- |
| Wygrana   | 21-6   | Morgan Charriere (20-10-1)      | Decyzja (jednogłośna)                       | 3     | 5:00 | UFC Fight Night: Edwards vs. Brady         | 22.03.2025 | Londyn        |                                                                           |
| Wygrana   | 20-6   | Daniel Pineda (28-15. 3 NC)     | Decyzja (jednogłośna)                       | 3     | 5:00 | UFC 304: Edwards vs. Muhammad 2            | 27.07.2024 | Manchester    |                                                                           |
| Przegrana | 19-6   | Muhammad Naimov (9-2)           | Decyzja (jednogłośna)                       | 3     | 5:00 | UFC 294                                    | 21.10.2023 | Abu Zabi      |                                                                           |
| Wygrana   | 19-5   | Andre Fili (22-9)               | Decyzja (jednogłośna)                       | 3     | 5:00 | UFC Fight Night: Aspinall vs. Tybura       | 22.07.2023 | Londyn        |                                                                           |
| Wygrana   | 18-5   | Charles Jourdain (13-5-1)       | Decyzja (jednogłośna)                       | 3     | 5:00 | UFC Fight Night: Gane vs. Tuivasa          | 03.09.2022 | Paryż         |                                                                           |
| Wygrana   | 17-5   | Charles Rosa (14-7)             | Decyzja (jednogłośna)                       | 3     | 5:00 | UFC Fight Night: Aspinall vs. Blaydes      | 23.07.2022 | Londyn        | Debiut w wadze piórkowej.                                                 |
| Przegrana | 16-5   | Casey Kenney (15-2-1)           | Decyzja (jednogłośna)                       | 3     | 5:00 | UFC 254                                    | 24.10.2020 | Abu Zabi      | Limit umowny -63,5 kg. Bonus za walkę wieczoru.                           |
| Wygrana   | 16-4   | John Castañeda (17-4)           | Decyzja (jednogłośna)                       | 3     | 5:00 | UFC on ESPN: Whittaker vs. Till            | 26.07.2020 | Abu Zabi      |                                                                           |
| Przegrana | 15-4   | John Dodson (20-11)             | TKO (ciosy pięściami)                       | 3     | 0:16 | UFC Fight Night: Anderson vs. Błachowicz 2 | 15.02.2020 | Rio Rancho    |                                                                           |
| Wygrana   | 15-3   | Jose Alberto Quiñonez (7-2)     | Poddanie (duszenie zza pleców)              | 2     | 2:46 | UFC on ESPN+ 5: Till vs. Masvidal          | 16.03.2019 | Londyn        |                                                                           |
| Wygrana   | 14-3   | Andre Ewell (14-4)              | Poddanie (duszenie zza pleców)              | 3     | 4:12 | UFC 232                                    | 29.12.2018 | Inglewood     |                                                                           |
| Wygrana   | 13-3   | Johnny Eduardo (28-11)          | Poddanie (duszenie d'Arce)                  | 2     | 2:18 | UFC Fight Night: Rivera vs. Moraes         | 01.06.2018 | Utica         | Debiut w UFC. Bonus za występ wieczoru.                                   |
| Wygrana   | 12-3   | Luca Iovine (15-1)              | KO (cios pięścią)                           | 1     | 0:50 | Cage Warriors 92                           | 24.03.2018 | Londyn        | Obronił pas mistrzowski Cage Warriors w wadze koguciej.                   |
| Wygrana   | 11-3   | Josh Reed (7-0)                 | TKO (ciosy pięściami)                       | 1     | 2:19 | Cage Warriors 86                           | 17.09.2017 | Londyn        | Obronił pas mistrzowski Cage Warriors w wadze koguciej.                   |
| Wygrana   | 10-3   | Marko Kovacevic (9-1)           | KO (ciosy)                                  | 1     | 3:41 | Cage Warriors 84                           | 02.06.2017 | Londyn        | Zdobył wakujący pas mistrzowski Cage Warriors w wadze koguciej.           |
| Wygrana   | 9-3    | Vaughan Lee (14-12-1)           | TKO (ciosy pięściami)                       | 2     | 4:22 | Cage Warriors 82                           | 01.04.2017 | Liverpool     |                                                                           |
| Wygrana   | 8-3    | Chase Morton (6-2)              | Poddanie (duszenie zza pleców)              | 2     | 0:48 | Bellator 158: London                       | 16.07.2016 | Londyn        | Debiut w Bellator MMA.                                                    |
| Przegrana | 7-3    | Alan Philpott (14-7)            | TKO (przerwanie przez lekarza)              | 3     | 3:40 | BAMMA 24                                   | 26.02.2016 | Dublin        | Pojedynek o inauguracyjny pas mistrzowski BAMMA British w wadze koguciej. |
| Wygrana   | 7-2    | Bryan Creighton (5-2)           | Decyzja (jednogłośna)                       | 3     | 5:00 | BAMMA 23                                   | 14.11.2015 | Birmingham    |                                                                           |
| Wygrana   | 6-2    | Thiago Aguiar (1-0)             | Decyzja (jednogłośna)                       | 3     | 5:00 | Phoenix Fight Night 27                     | 12.09.2015 | Bournemouth   |                                                                           |
| Przegrana | 5-2    | Mike Cutting (6-3)              | Poddanie (dźwignia prosta na staw łokciowy) | 1     | 3:26 | BAMMA 18                                   | 21.02.2015 | Wolverhampton |                                                                           |
| Wygrana   | 5-1    | Steve McCombe (20-23-1)         | TKO (kontuzja ręki)                         | 1     | 2:23 | Cage Warriors 74                           | 15.11.2014 | Londyn        | Debiut w Cage Warriors.                                                   |
| Wygrana   | 4-1    | Alexander Bilobrovka (0-2)      | Poddanie (duszenie trójkątne rękoma)        | 1     | 0:34 | UCMMA 39                                   | 03.05.2014 | Londyn        |                                                                           |
| Przegrana | 3-1    | Ed Arthur (2-0)                 | Poddanie (duszenie zza pleców)              | 3     | 1:48 | BAMMA 15                                   | 05.04.2014 | Londyn        | Debiut w BAMMA.                                                           |
| Wygrana   | 3-0    | Abdullah Saleh (0-0)            | KO (ciosy)                                  | 1     | 0:22 | UCMMA 38                                   | 01.02.2014 | Londyn        |                                                                           |
| Wygrana   | 2-0    | Grisha Adams (1-0)              | Poddanie (duszenie trójkątne rękoma)        | 1     | 3:01 | UCMMA 35                                   | 03.08.2013 | Londyn        |                                                                           |
| Wygrana   | 1-0    | Damo Weeden (2-2)               | TKO (ciosy pięściami)                       | 2     | 2:10 | Fusion FC: Reality Check                   | 09.02.2013 | Epsom         |                                                                           |